# Їдон (Пенсільванія)
Їдон (англ. Yeadon) — місто (англ. borough) в США, в окрузі Делавер штату Пенсільванія. Населення — 12 054 особи (2020).

## Географія
Їдон розташований за координатами 39°55′57″ пн. ш. 75°15′10″ зх. д. / 39.93250° пн. ш. 75.25278° зх. д. (39.932489, -75.252707).  За даними Бюро перепису населення США в 2010 році місто мало площу 4,13 км², уся площа — суходіл.

## Демографія
Згідно з переписом 2010 року, у селищі мешкали 11 443 особи в 4524 домогосподарствах у складі 2865 родин. Густота населення становила 2770 осіб/км².  Було 4885 помешкань (1183/км²).
Расовий склад населення:
| - 88,6 % — чорних або афроамериканців - 7,5 % — білих - 0,8 % — азіатів - 0,2 % — корінних американців - 0,1 % — вихідців з тихоокеанських островів |

До двох чи більше рас належало 2,1 %. Частка іспаномовних становила 1,9 % від усіх жителів.
За віковим діапазоном населення розподілялося таким чином: 23,0 % — особи молодші 18 років, 63,1 % — особи у віці 18—64 років, 13,9 % — особи у віці 65 років та старші. Медіана віку мешканця становила 38,9 року. На 100 осіб жіночої статі у селищі припадало 82,3 чоловіків;  на 100 жінок у віці від 18 років та старших — 77,3 чоловіків також старших 18 років.
Середній дохід на одне домашнє господарство  становив 62 910 доларів США (медіана — 51 274), а середній дохід на одну сім'ю — 72 714 долари (медіана — 61 667). Медіана доходів становила 45 259 доларів для чоловіків та 45 850 доларів для жінок. За межею бідності перебувало 12,5 % осіб, у тому числі 15,6 % дітей у віці до 18 років та 5,6 % осіб у віці 65 років та старших.
Цивільне працевлаштоване населення становило 5459 осіб. Основні галузі зайнятості: освіта, охорона здоров'я та соціальна допомога — 39,8 %, транспорт — 13,8 %, науковці, спеціалісти, менеджери — 9,0 %, фінанси, страхування та нерухомість — 7,4 %.